# Anatomie de l'horreur
Anatomie de l'horreur (titre original : Danse Macabre) est un essai de Stephen King publié en 1981 et qui a remporté le prix Hugo et le prix Locus en 1982 dans la catégorie des livres non-fictifs. Cet essai explique les différentes formes que peut prendre l'horreur à travers le cinéma, la radio, les séries télévisées et la littérature et comment le genre a influencé la culture américaine. Stephen King y présente les œuvres qui l'ont le plus marqué en tant qu'écrivain. Il parle aussi brièvement de son enfance et de comment il en est venu à écrire des histoires d'horreur. 
Le titre original de l'essai est Danse Macabre, terme français fréquemment usité en anglais, en référence à la danse des morts, thème classique de l'art pictural du Moyen Âge. Coïncidence notable, le même titre avait été choisi pour l'édition française de Night Shift, un recueil de nouvelles de King traduit en 1980. En français, l'essai a été publié en deux tomes, le second portant le titre Pages noires.
Les éditions Albin Michel rééditent l'ouvrage en un seul volume en 2018 dans une traduction révisée et réactualisée de Jean-Daniel Brèque. Cette nouvelle version se base sur la version américaine de 2010, qui reprenait un essai publié dans le magazine américain Fangoria comme préface. La version 2018 est donc actualisée et comprend deux préfaces inédites en français, soit l'équivalent d'environ 25 pages inédites. 

## Présentation
Après avoir expliqué dans l'introduction que l'idée d'écrire un livre où il analyserait l'histoire et les mécanismes du genre horrifique lui a été donnée par Bill Thompson, son éditeur, Stephen King commence par un chapitre sur trois archétypes majeurs du genre et les œuvres qui les ont popularisés : le vampire (à travers Dracula), le loup-garou (dont la représentation moderne dérive selon lui du personnage de Mr Hyde, qui représente l'être humain sous son côté le plus bestial, dans L'Étrange Cas du docteur Jekyll et de M. Hyde) et la créature sans nom (à travers Frankenstein ou le Prométhée moderne). Il aborde aussi le thème du fantôme, avec Le Tour d'écrou.
Une brève autobiographie suit ce chapitre, King y traitant principalement de son enfance et des origines de sa fascination pour l'horreur. Il aborde ensuite le principal sujet du livre, une étude de l'horreur et des quatre moyens principaux de la représenter dans la fiction : la radio, le cinéma, la télévision et la littérature. Il analyse plusieurs feuilletons radiophoniques américains dédiés au surnaturel et au suspense, des années 1930 aux années 1960, et considère que la radio est, pour diffuser l'horreur, un média supérieur au cinéma ou à la télévision car il fait plus appel à l'imagination. 
Deux chapitres sont consacrés aux films d'horreur et King y étudie plusieurs films, se livrant également à une analyse du contexte social dans lesquels ils ont été tournés afin d'expliquer les peurs auxquelles ces films répondent dans la réalité (la peur du communisme, de la jeunesse, de la libération des femmes, de la technologie, etc.). Les nanars, et notamment les films de monstres des années 1950, sont également abondamment évoqués. Le chapitre suivant, traitant de l'horreur à la télévision, est celui où King se montre le plus virulent, trouvant que, en dehors de quelques programmes tels que La Quatrième Dimension ou Au-delà du réel, la télévision est le mode de diffusion de l'horreur le plus ennuyeux. 
King aborde enfin le genre horrifique dans la littérature en présentant de façon détaillée les dix romans des décennies précédentes qu'il juge être les meilleurs dans le genre : Ghost Story de Peter Straub, La Maison d'à côté de Anne Rivers Siddons, Maison hantée de Shirley Jackson, L'Homme qui rétrécit de Richard Matheson, La Foire des ténébres de Ray Bradbury, Rosemary's Baby d'Ira Levin, L'Invasion des profanateurs de Jack Finney, La Poupée qui dévora sa mère de Ramsey Campbell, Fog de James Herbert, et Hitler peignait des roses de Harlan Ellison.
Enfin, King traite brièvement de l'influence que peut avoir, de façon regrettable, la fiction horrifique sur certains comportements violents dans la réalité, et classifie les trois émotions que le genre doit provoquer : la terreur, qu'il juge la plus noble, consiste à effrayer en faisant simplement appel à l'imagination, sans que le surnaturel ne soit montré ; l'horreur, stade intermédiaire où la manifestation monstrueuse qui cause la terreur, est révélée ; et la révulsion, consistant à choquer par la description détaillée d'actes ou d'êtres horribles, et qu'il reconnaît employer quand il ne peut faire autrement.

## Genèse
C'est Bill Thompson, éditeur de Stephen King chez Doubleday, qui lui a donné l'idée d'écrire ce livre en lui demandant s'il aimerait raconter tout ce qu'il souhaite « sur les histoires d'horreur, les films d'horreur, ce que tout ça représente, parce qu'on me pose ces questions sans arrêt ».

## Accueil et distinctions
Le livre est apparu le 17 mai 1981 sur la New York Times Best Seller list des œuvres non-fictives. Il y est resté pendant cinq semaines, avec une septième place comme meilleur classement.
Dans son livre, Panorama de la littérature fantastique américaine: Du renouveau au déluge, Jacques Finné estime qu'Anatomie de l'horreur tient beaucoup plus de la confession que de l'analyse académique, mettant en avant ce qui est pour lui à la fois la plus grande force et la plus grande faiblesse de King, sa subjectivité. Il trouve King bavard, mais un bavardage « aussi divertissant qu'instructif » et parsemé de remarques pertinentes. Jean-Pierre Dufreigne, dans son article dans L'Express trouve qu'il s'agit là d'une œuvre de praticien, emplie d'« images, métaphores, anecdotes et fines plaisanteries », et non de théoricien, et rappelle qu'il faut remonter à 1927, avec Épouvante et surnaturel en littérature de H. P. Lovecraft, « pour entendre un maître se confier ». Michael R. Collings évoque une « étude convaincante et concise du fantastique » incluant également beaucoup de « souvenirs personnels qui sont autant d'éléments de conclusions sur la fonction, la nature et les buts de la terreur ».
En 1982, Anatomie de l'horreur a remporté le prix Hugo et le prix Locus dans la catégorie de la meilleure œuvre non-fictive. À la suite de sa traduction en français, il a également remporté le grand prix de l'Imaginaire 1997 dans la catégorie du meilleur essai.